# Eloise Jarvis McGraw
Pour les articles homonymes, voir McGraw.
Eloise Jarvis McGraw, née le 9 décembre 1915 à Houston au Texas et morte le 30 novembre 2000 , est un auteur américain de livres pour enfants. Elle a reçu la médaille Newbery trois fois sur trois décennies différentes, successivement pour ses romans Moccasin Trail (1952), The Golden Goblet (1962), et The Moorchild (1997). Elle a également reçu le prix Edgar-Allan-Poe pour A Really Weird Summer (1977). McGraw est particulièrement intéressée par l'histoire[réf. nécessaire], et parmi les nombreux livres au'elle a écrit, on compte : Greensleeves, Pharaoh, The Seventeenth Swap, et Mara, Daughter of the Nile.
McGraw a aussi contribué aussi à développer la série des romans portant sur le pays d'Oz, initiée par L. Frank Baum, écrivant avec sa fille Lauren Lynn McGraw Merry les romans Go Round in Oz et The Forbidden Fountain of Oz, et plus tard écrivant The Rundlestone of Oz on her own.
Elle a vécu durant de nombreuses années à Portland dans l'Oregon, avant de mourir en 2000, à la suite de complications de cancer.
McGraw a eu comme mari William Corbin McGraw, qui est décédé en 1999, avec qui elle a eu comme enfant Peter et Lauren.